# Luigi Luparini
Luigi Luparini (Firenze, 1887 – Firenze, 1943) è stato uno scultore italiano.

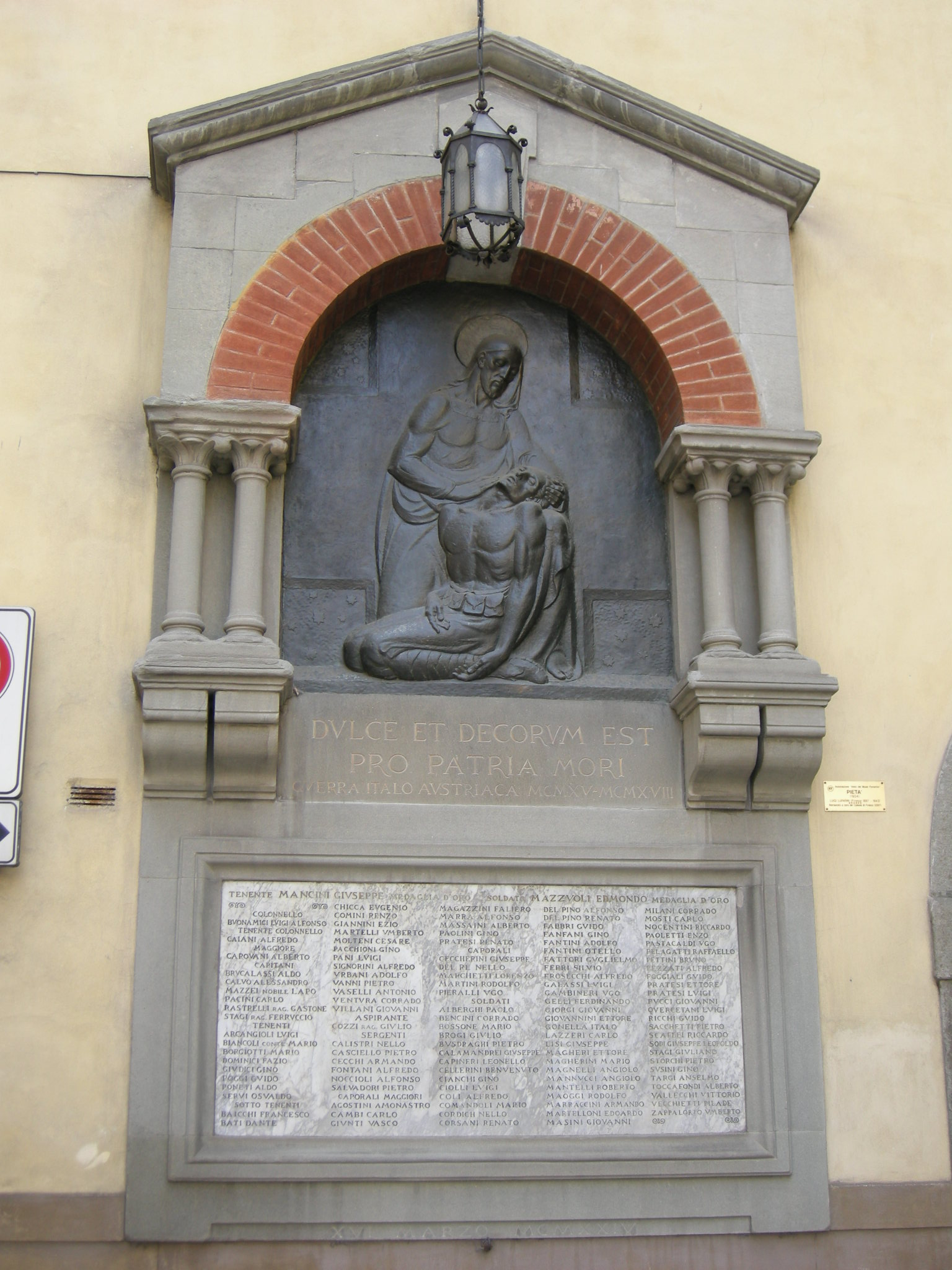
Monumento ai caduti di Firenze-Rione San Felice

Si formò all'Accademia di belle arti di Firenze tra gli allievi di Augusto Rivalta. Negli anni venti partecipò alla "monumentomania" scolpendo ad esempio il monumento ai caduti di Firenze-Oltrarno, in piazza San Felice. Al cimitero delle Porte Sante realizzò la tomba per i coniugi Della Porta. Nel 1924 divenne professore ordinario nell'Accademia. Nel 1942 partecipò con altri artisti toscani alla mostra d'arte di Düsseldorf.